# Biserica romano-catolică Sfântul Rege Emeric din Sântimbru
Biserica romano-catolică "Sfântul rege Emeric" din Sântimbru este un ansamblu de monumente istorice aflat pe teritoriul satului Sântimbru, comuna Sântimbru, din România.
Ansamblul este format din două monumente:
- Biserica romano-catolică „Sf. Rege Emeric” (cod LMI HR-II-m-A-12972.01)
- Zid de incintă (cod LMI HR-II-m-A-12972.02)

### Despre biserică, pe scurt
Localitatea Sântimbru a fost menționată pentru prima dată într-un hrisov din 1567 și biserica de aici e dedicată Sfântului Emeric (hramul fiind pe 5 noiembrie), respectându-se astfel obiceiul, încă din sec. al XIII-lea, ca bisericile din ținutul Ciucului să fie închinate sfinților. În secolul al XX-lea, satul avea și o biserică românească. 
Biserica de acum e în stil baroc, proiectată pe la 1776, pe când cea veche, de natură gotică, a fost, în cea mai mare parte a ei, demolată. Numai turnul și sanctuarul au suferit mici modificări, când s-a decis trecerea la celălalt stil artistic și arhitectonic. Ultima oară când biserica-monument a fost renovată a fost în 2005. 
Iconografia altarului cuprinde scenele vieții Sf. Maria (vizita și salutul îngerului Gabriel, prezentarea Pruncului Isus la Templu, Adormirea Mariei) și Patimile lui Hristos (trădarea lui Iuda Iscariotul, judecata lui Pilat din Pont, purtarea crucii spre Golgota, ajutorul dat de Simon din Cirene, moartea lui Isus), toate făcute de un anume Schongauer. În timpul renovărilor, vechile picturi murale ale lui Stephanus Antal au putut fi conservate. 
Biserica are 5 clopote foarte grele, una din ele fiind închinată sfântului patron și o alta Sf. Elisabeta a Turingiei.